# Афанасьевский сельсовет (Липецкая область)
Афанасьевский сельсовет — сельское поселение в Измалковском районе Липецкой области Российской Федерации.
Административный центр — село Афанасьево.

## История
Статус и границы сельского поселения установлены Законом Липецкой области от 23 сентября 2004 года № 126-ОЗ «Об установлении границ муниципальных образований Липецкой области»

## Население
| 2010  | 2012  | 2013  | 2014  | 2015  | 2016  | 2017  |
| ----- | ----- | ----- | ----- | ----- | ----- | ----- |
| 2914  | ↗2927 | ↘2898 | ↘2875 | ↘2828 | ↘2779 | ↘2772 |
| 2018  | 2021  |       |       |       |       |       |
| ↘2722 | ↘2603 |       |       |       |       |       |

## Состав сельского поселения
| №  | Населённый пункт   | Тип населённого пункта       | Население |
| -- | ------------------ | ---------------------------- | --------- |
| 1  | Асламово           | село                         | 86        |
| 2  | Афанасьево         | село, административный центр | 1872      |
| 3  | Бараново           | деревня                      | 67        |
| 4  | Власово            | село                         | 218       |
| 5  | Галинка            | деревня                      | 66        |
| 6  | Денисово           | деревня                      | 232       |
| 7  | Иваницкое-Троицкое | деревня                      | 231       |
| 8  | Казеево            | деревня                      | 43        |
| 9  | Лобановка          | деревня                      | 3         |
| 10 | Матвеевка          | деревня                      | 71        |
| 11 | Мезиново           | деревня                      | 4         |
| 12 | Редькино           | деревня                      | 6         |
| 13 | Сахаровка          | деревня                      | 14        |
| 14 | Ясенок 1-й         | деревня                      | 1         |